# Jacobaea gibbosa
Jacobaea gibbosa es una especie del género Jacobaea perteneciente a la familia Asteraceae. Se encuentra en Italia y Sicilia.

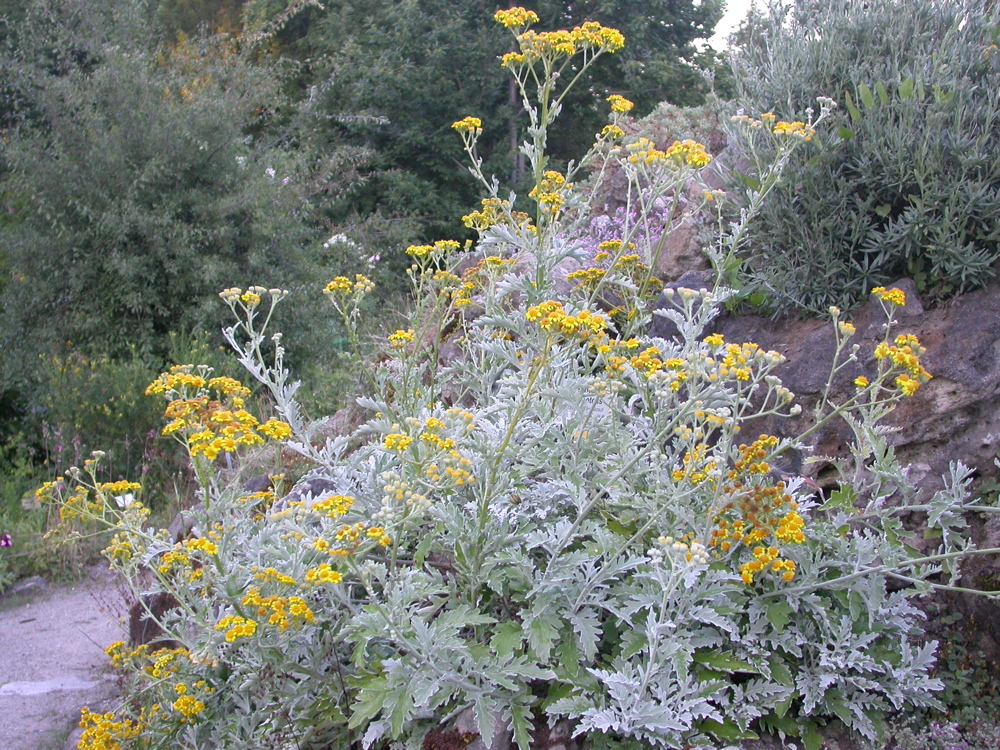
Vista de la planta

## Taxonomía
Jacobaea gibbosa fue descrita por (Guss.) B.Nord. & Greuter y publicado en Willdenowia 36(2): 712. 2006
Etimología
Jacobaea: nombre genérico que podría provenir de dos fuentes posibles: (1) de  St. James (Jacob o Jacobo), uno de los 12 apóstoles; o (2) en referencia a la isla de Santiago (Cabo Verde).  El nombre científico aceptado actualmente ( Jacobaea ) fue propuesta por el botánico escocés Philip Miller (1691-1771) en la publicación ”The Gardeners dictionary, containing the methods of cultivating and improving the kitchen, fruit and flower garden, as also the physick garden, wilderness, conservatory and vineyard” (Cuarta edición, Londres) nel 1754.
gibbosa: epíteto latíno  que significa "con joroba".
Sinonimia
- Cineraria gibbosa Guss.
- Cineraria littoralis Vest
- Jacobaea maritima subsp. gibbosa' (Guss.) Peruzzi & al.
- Senecio ambiguus subsp. gibbosus (Guss.) Chater
- Senecio gibbosus (Guss.) DC.[5][6][7]